# Comorernes flag
Comorernes flag blev taget i brug 2003. Det har fire horisontale bånd i gult, hvidt, rødt og blåt og en grøn trekant på venstre side. I trekanten er der en hvid halvmåne og fire hvide femtakkede stjerner. Både de horisontale bånd og stjerner repræsenterer landets fire hovedøer: Mwali, Njazidja, Nzwani og Mayotte. Den sidstnævnte tilhører Frankrig, men Comorerne gør krav på den. Halvmånen, stjernerne og den grønne farve er traditionelle symboler for islam.
Samme flag benyttes som nationalflag, handelsflag, statsflag og orlogsflag.
Fra 1978 til 2001 var Comorernes flag helt grønt med halvmånen og de fire stjerner. Flaget forekom i en række varianter, sidst med en påskrift "Allah" og "Muhammed" i hvidt. I årene 1975-1978 var flaget delt i rødt over grønt med halvmånen og stjernerne i kantonen.
- 1996-2001
- 1992-1996
- 1978-1992